# ضياء الدين مكرم شاه الثاني سلطان قدح
بادوكا سري السلطان ضياء الدين مكرم شاه الثاني بن السلطان محمد جوى زين العادلين معظم شاه الثاني (توفي في 25 يناير 1815) هو السلطان الحادي والعشرين لقدح. كان عهده من 1797 إلى 1803. أصبح وليُا ثانيًا للعهد بعد أخيه عبد الله مكرم شاه وحصل على لقب رجا مودا منذ 6 أبريل 1760. ثم وليُا للعهد في 1770. ثم أصبح سلطانًا بعد وفاة أخيه الأكبر غير الشقيق في 1 سبتمبر 1797. تنازل ضياء الدين عن عدة مدن إلى شركة الهند الشرقية مقابل راتب سنوي في 7 يوليو 1800. وفي النهاية أجبرته مملكة سيام على التنازل عن العرش لصالح ابن أخيه أحمد تاج الدين حليم شاه الثاني في سبتمبر 1803.